# Anthony Clarke Booth
Anthony Clarke Booth (Carrington, 21 aprile 1846 – Brierley Hill, 8 dicembre 1899) è stato un militare britannico, che durante la guerra anglo-zulu del 1879 fu decorato con la Victoria Cross a vivente.

## Biografia
Nacque nel villaggio di Carrington, Nottingham, il 21 aprile 1846, figlio di William e Sarah Clarke. La coppia ebbe altri quattro figli, un maschio di nome Herbert e tre femmine, Mary, Lucy ed Emily. La famiglia abitava e lavorava a Club Row, un grande edificio a tre piani che ospitava molte macchine per merletti. Egli ricevette un'istruzione di base presso la Scuola Nazionale, pur lavorando in fabbrica come gli altri suoi familiari. All'età di diciotto anni, ricevuto il consenso del padre, si arruolò nei Royal Marines a Nottingham e venne inviato a Derby per una visita medica dove fu scartato per problemi cardiaci. Pochi mesi dopo, mentre si trovava a Sheffield, si arruolò senza problemi nel British Army, in forza all'80° Staffordshire Volunteers Regiment, arrivando a Cork, sede reggimentale, il 10 novembre 1864. Trasferito a Tregantle Fort, Devonshire, lì aspettò il ritorno del reggimento dall'India, venendo promosso caporale il 1º luglio 1865. Dopo un processo fu degradato a soldato semplice per "condotta impropria" il 1º settembre dello stesso anno, e il 18 settembre 1866 sposò la signorina Lucy O'Brien. Ritornò in Irlanda nel 1869, fu promosso caporale il 20 aprile dello stesso anno e sergente il 1º gennaio 1872. Undici giorni dopo partì, con il suo reggimento, imbarcato sul trasporto truppe Orontes, per gli Stabilimenti dello Stretto, Malesia. In quello stesso anno fu promosso facente funzioni di sergente di caserma presso il Dipartimento del Commissariato dell'isola di Hong Kong prima di ritornare a Singapore il 15 febbraio 1876. Nel novembre 1875, parte dell'80º Reggimento fu mandato a Perak, dove c'era stata un'esplosione di violenza da parte dei membri della tribù dei nativi. Quando il resto del suo reggimento fu mandato a Perak, si dimise dall'incarico presso il Commissariato e si unì alla sua compagnia in navigazione per Malacca a bordo della cannoniera Ringdove. Seguì una breve campagna militare in cui un'unità dell'80º Reggimento operò nella giungla sotto un sole cocente, attaccando e catturando una postazione nemica, ma egli non fu coinvolto in nessuna battaglia. Il reggimento tornò a Malacca e fu promosso a colour sergeant il 3 aprile 1876. In partenza da Singapore per le Mauritius apprese che la sua unità era stata dirottata al Capo di Buona Speranza. Nel 1877 il reparto partì dal Natal e marciò verso Pietermaritzburg.
Quando la tribù Pedi iniziò a razziare i nuovi territori britannici dell'annesso territorio boero del Transvaal al colonnello Hugh Rowlands venne ordinato di condurre un'azione punitiva contro il loro recalcitrante capo Sekhukhune. L'80º Reggimento marciò verso Pretoria, come parte delle forze di Rowland, ma la durezza della marcia e le condizioni di siccità costrinsero Rowlands a ordinare il ritorno delle truppe a Pretoria, anche se erano in vista della roccaforte del nemico.
Il 12 gennaio 1879 iniziò l'invasione dello Zululand da parte delle forze britanniche al comando di Lord Chelmsford. Gli ordini per l'80º Reggimento, sempre al comando di Rowland, erano di proteggere gli insediamenti intorno a Lüneburg. Dopo la sconfitta inglese a Isandlwana il colonnello Rowlands andò a Pretoria per tenere sotto sorveglianza i boeri e la sua unità passò sotto il controllo diretto del colonnello Evelyn Wood che spostò il grosso delle truppe a Khambula, inviando un distaccamento di cinque compagnie dell'80º Reggimento sotto il comando del maggiore Charles Tucker per presidiare Lüneburg.
I rifornimenti per questa guarnigione, a bordo di 18 carri, vennero inviati da Derby lungo la strada che attraversava il fiume Intombi. Il 7 marzo, una compagnia reggimentale al comando del capitano David Moriarty lasciò Lüneburg per incontrare il convoglio proveniente da Derby e scortarlo a destinazione. Una volta raggiunta il guado sull'Intombi fu ritenuto impossibile che il convoglio lo attraversasse perché la forte pioggia aveva ingrossato il fiume. Per due giorni, la scorta e i conducenti faticarono a trovare una soluzione e riuscirono a far attraversare due carri a sud del fiume a sud, ma la pioggia battente continuò e si dovette aspettare che la corrente del fiume si calmasse.
L'11 marzo, il maggiore Tucker accompagnato dal tenente Henry Harward si recò alla deriva per valutare la situazione trovando ancora sedici carri sulla riva nord ed esprimendo la sua preoccupazione sul fatto che essi non fossero stati messi in cerchio (laager) correttamente. I carri formavano una "V" rovesciata dalla riva del fiume e la distanza tra essi era troppa per consentire un'efficace difesa. 
Moriarty riconobbe che le avverse condizioni meteo avevano imposto questa soluzione e non fece nulla per migliorare la difesa dell'accampamento, con la guarnigione suddivisa su entrambe le rive del fiume. Tucker rientrò a Lüneburg, lasciando il tenente Harward ad assistere Moriarty.
La sera precedente l'attacco Mblini, capo degli Swazi e alleato degli Zulu, fu notato da Booth, che stava parlando con uno dei conducenti di carri europei, mentre mangiava mais e parlava con alcuni lavoratori di colore locali. Nonostante le amichevoli parole di Mblini egli ritenne subito che fosse lì per spiare le difese dell'accampamento. Infatti Mbilini aveva radunato circa 800 uomini su un'altura conosciuta come Tafelberg, 3 miglia (5 km) a nord-est del guado (Myer's Drift) per attaccare il laager. Quella sera, stanchi e bagnati, gli uomini di Moriarty, si spogliarono dei vestiti bagnati e caddero in un sonno profondo per la prima volta da giorni. A guardia dei carri vi era solo una solitaria sentinella che aveva il compito di dare l'allarme.  Verso le 3:30 del mattino Harward fu svegliato dal suono di un lontano sparo e ordinò a Booth di allertare gli uomini, che poco dopo furono rimandati a dormire. Ricordando la visita di Mblini si allacciò il cinturone contenente le munizioni e salì su uno dei carri per il fumo. All'insaputa dei difensori, Mblini e circa 800 guerrieri si stavano avvicinando al laager attraverso la nebbia del primo mattino, nudi, ciascuno armato con solo un assegai e un coltello, lasciando indietro lo scudo in quanto si aspettavano poca resistenza. Qualcuno disponeva di fucili Martini-Henry Mk I–IV.  Verso le 4:45 del mattino risuonò un altro sparo nelle vicinanze ed egli saltò giù dal carro per vedere emergere gli Zulu dalla nebbia entrando dentro l'accampamento al grido di "Usutho!". In pochi secondi gli Zulu attaccarono mentre Moriarty si precipitò fuori dalla sua tenda sparando con la sua rivoltella prima che un assegai gli fosse conficcato nella schiena. I soldati nudi o parzialmente vestiti combatterono fuori dalle loro tende, venendo bastonati e pugnalati a morte nella mischia infernale tra il bestiame e gli uomini terrorizzati. Alcuni difensori si tuffarono nel fiume, ma pochi raggiunsero la salvezza sulla sponda opposta, mentre altri si rifugiarono dietro una fragile barriera composta da due carri.
Egli e i suoi compagni si posizionarono dietro e sotto i carri e iniziarono a sparare più velocemente che poterono contro la massa degli Zulu. Notò che accanto al carro era legato il pony del tenente Harward, il quale emerse dalla sua tenda e vide che gli Zulu, attratti dal fuoco degli uomini di Booth, stavano attraversando il fiume più a monte. Il tenente Harward disse: Sparate, ragazzi, io vado a chiedere aiuto, poi slegò il pony e partì lungo la pista fino ad arrivare a Lüneburg, seguito dalla maggior parte dei suoi uomini e da alcuni fuggitivi. Vedendo che la sua posizione era senza speranza, assistito dal caporale Burgess, costituì un quadrato difensivo con circa 10 uomini e continuò a combattere ritirandosi nel contempo verso Luneburg. Ogni volta che gli Zulu minacciavano la piccola formazione venivano tenuti a distanza dalla raffiche dei difensori, coprendo nel contempo la ritirata di altri uomini sulla riva sinistra dell'Intombi. 
Interessati a saccheggiare i carri piuttosto che inseguire gli inglesi, i difensori raggiunsero la fattoria Raby a un miglio da Lüneburg, con la perdita di quattro uomini distaccatisi dalla formazione solo per imbattersi negli Zulu che li uccisero.
Il tenente Harward arrivò al galoppò a Lüneburg verso le 6:30 del mattino svegliando il maggiore Tucker con le parole: Il campo è nelle mani del nemico; sono stati tutti massacrati e io sono partito al galoppo per salvarmi la vita. Secondo la testimonianza di Tucker, Harward poi cadde sul letto svenuto. Dopo essere stato rianimato, raccontò la storia dell'attacco al campo da parte degli Zulu. Il maggiore Tucker partì con la cavalleria a sua disposizione e 150 fanti, e arrivati a circa un miglio dalla scena del combattimento da un'altura gli inglesi poterono vedere, a chilometri di distanza sulla destra, fitte masse di Zulu che si estendevano per almeno due miglia sotto le colline, mentre gli ultimi Zulu stavano lasciando il laager diretti alle colline verso est.
Nuovamente promosso a sergente maggiore il 13 marzo, dopo la morte del sergente maggiore Henry Fredericks, nelle settimane successive il Reggimento si trasferì a Utrecht e si unì alla Colonna Volante di Wood durante la sua avanzata sul Kraal reale di Ulundi.
Durante la seguente battaglia rimase leggermente ferito, partecipando poi alle operazioni di rastrellamento sotto il nuovo comandante in capo, il generale Sir Garnet Wolseley. A novembre il suo reggimento partecipò all'attacco alla roccaforte del capo della tribù dei Pedi, Sekhukune, e i suoi uomini ricevettero grandi elogi da parte di Wolseley. Tre sopravvissuti al massacro del fiume Intombi scrissero il 20 dicembre 1879 a Wolseley per elogiare il comportamento di Booth, e anche il tenente colonnello Tucker si unì a loro per chiedere la concessione di una medaglia, la Distinguished Conduct Medal. L'inchiesta condotta da Wolseley in risposta alle testimonianze dei tre sopravvissuti lo portò a chiedere a Tucker perché non avesse precedentemente raccomandato il suo sergente maggiore per una onorificenza. Tucker fu costretto a spiegare che se lo avesse fatto sarebbe emersa la condotta molto diversa da quella ufficiale tenuta dal tenente Harward durante l'azione a Intombi.
Il 26 dicembre l'intero reggimento sfilò in parata prima di partire per l'Inghilterra, e in quello stesso giorno Wolseley inviò la sua personale raccomandazione perché a Booth fosse concessa la Victoria Cross. Il 14 febbraio 1880, a seguito delle indagini di Wolseley, il tenente Henry Hollingworth Harward fu arrestato e trasferito a Pietermaritzburg dove fu accusato di codardia davanti al nemico e di aver abbandonato gli uomini al suo comando. Nonostante le pressioni di Wolseley, la corte marziale, tenutasi a Fort Napier, Pietermaritzburg, dal 20 al 27 febbraio, accettò la versione degli eventi fornita da Harward che fu assolto e poté ritornare al suo reggimento. Wolseley non poteva tuttavia modificare il verdetto della corte marziale ma vi aggiunse un commento tagliente che quando fu letto a Londra dal Duca di Cambridge, comandante in capo dell'esercito britannico, lui ordinò che fosse letto come un Ordine Generale a ogni reggimento. Con la sua carriera militare finita, Harward non ebbe altra scelta che dimettersi dal suo incarico a Kings Town l'11 maggio 1880. Il 26 giugno 1880 la regina Vittoria gli conferì personalmente la Victoria Cross in una apposita cerimonia tenutasi al castello di Windsor. Ritornò ad essere semplice sergente il 19 ottobre 1880 e fu nuovamente promosso a sergente maggiore il 15 marzo 1884. Continuò a prestare servizio militare anche se dal 1885 al 1888 soffrì di polmonite, dispepsia e bronchite. Lui e sua moglie Lucy ebbero otto figli in sedici gli anni, nati nei luoghi in cui prestò servizio: Dorset, Fleetwood, Belfast, Hong Kong, Natal, Dublino e Tralee. Il 7 maggio 1888 fu assegnato al 1º Battaglione del South Staffordshire Volunteer Regiment come sergente istruttore fino alla data del suo pensionamento il 30 aprile 1898, dopo i 33 anni e 182 giorni di servizio. Si spense l'8 dicembre 1899 a Brierly Hill, e dopo aver ricevuto gli onori militari la salma venne tumulata nel cimitero della locale chiesa di San Michele. Le sue medaglie sono conservate presso lo Staffordshire Regimental Museum, Whittington Barracks, Lichfield.

### Annotazioni
1. ↑  Booth si era offerto di accompagnarli ma gli venne detto di rimanere a Luneburg in quanto aveva già fatto abbastanza per quel giorno.
2. ↑  In questa sfilata Sir Garnet Wolseley lo salutò militarmente e gli consegnò personalmente un revolver, una fondina, una cintura e un coltello, donati dai coloni europei.
3. ↑  Scrisse Wolseley: Che un Ufficiale del Reggimento sia l'unico Ufficiale presente con un gruppo di uomini effettivamente e seriamente impegnati contro il nemico, può, con qualsiasi pretesto, essere giustificato nell'abbandonarli e, così facendo, lasciarli al loro destino. Quanto più impotente è la posizione in cui un ufficiale trova i suoi uomini, tanto più è suo dovere restare e condividere la loro fortuna, sia buona che cattiva.

### Fonti
1. 1 2 3 4 5 6 7 8 9 10 11 12 13 14 15 16 17 18 19 20 21 22 23 24 25 26 27 28 29 30 31 32 33 34 35 36  Anglo Zulu War.
2. ↑  Staffordshire.
3. 1 2 3 4  Victoria Corss Online.
4. 1 2  Memorialstovalour.
5. 1 2 3 4 5 6 7  Northeastmedals.
6. 1 2 3  Lock 1995, p. 105.
7. ↑  Lock 1995, pp. 105-106.
8. 1 2  Laband 2009, p. 204.
9. 1 2  Lock 1995, p. 109.
10. 1 2  Lock 1995, p. 209.
11. 1 2 3  Lock 1995, p. 111.
12. ↑  (EN) The London Gazette (PDF), n. 24814, 24 February 1880.